# The Super Globetrotters
The Super Globetrotters, noto anche come I Super Globetrotters, è una serie animata prodotta dalla Hanna-Barbera, che andò in onda sulla NBC dal 22 settembre 1979 al 15 dicembre 1979. Il cartone era una serie spin-off degli Harlem Globetrotters di Hanna-Barbera.
The Super Globetrotters andò in onda nella sua fascia oraria di mezz'ora dal 22 settembre al 3 novembre 1979 e, a partire dal 10 novembre, gli episodi furono confezionati insieme a Godzilla con il titolo The Godzilla/Globetrotters Adventure Hour che durò fino al 20 settembre 1980.
In Italia andò in onda dal 18 maggio 1980 su Ciao Ciao.

## Distribuzione
Attualmente il cartone I Super Globetrotters è distribuito in DVD dalla Warner Bros.

## Trama
Gli Harlem Globetrotters ricevono le loro missioni da un satellite parlante in stile basket chiamato Crime Globe. Successivamente i Super Globetrotters sfidano il cattivo dell'episodio e i suoi scagnozzi a una partita di basket per un qualsiasi tesoro o dispositivo cercassero. Nella prima parte i Globetrotters civili vengono sempre sconfitti dai superpoteri dei cattivi, tuttavia nella seconda parte dell'episodio usano i propri superpoteri (ricevuti dal Globetron) per salvare la situazione.

## Personaggi

### I Super Globetrotters
- Nate Branch/Liquid Man: Si trasforma in acqua.
- Freddie "Curly" Neal/Super Sphere: Si trasforma in un pallone da basket.
- James "Twiggy" Sanders/Spaghetti Man: Usa il suo corpo come una scala o una corda elastica.
- Louis "Sweet Lou" Dunbar/Gizmo: Dai suoi capelli afro può tirare fuori qualsiasi gadget per scopi diversi.
- Hubert "Geese" Ausbie/Multi Man: Clona se stesso per circondare e confondere i nemici.
- Crime Globe: É un satellite a forma di pallacanestro che avvisa i Globetrotters di attività malvagie e fornisce loro strategie per combatterli.

## Doppiaggio
| Personaggio   | Doppiatore Originale | Doppiatore Italiano  |
| ------------- | -------------------- | -------------------- |
| Curly Neal    | Stu Gilliam          | Domenico Crescentini |
| Geese Ausbie  | Johnny Williams      | Paolo Modugno        |
| Lou Dunbar    | Adam Wade            |                      |
| Nate Branch   | Scatman Crothers     |                      |
| Twiggy Sander | Buster Jones         |                      |
| Crime Globe   | Frank Welker         |                      |
| Bazar         |                      | Ennio Balbo          |
| Annunciatore  | Michael Rye          |                      |

## Episodi
| Nº | Titolo originale                                 | Titolo italiano | Prima TV USA      | Pubblicazione Italia |
| -- | ------------------------------------------------ | --------------- | ----------------- | -------------------- |
| 01 | The Super Globetrotters vs. Museum Ma            |                 | 22 settembre 1979 | 18 maggio 1980       |
| 02 | The Super Globetrotters vs. Bwana Bob            |                 | 29 settembre 1979 | 20 maggio 1980       |
| 03 | The Super Globetrotters vs. The Facelift         |                 | 6 ottobre 1979    | 22 maggio 1980       |
| 04 | The Super Globetrotters vs. Whaleman             |                 | 13 ottobre 1979   | 24 maggio 1980       |
| 05 | The Super Globetrotters vs. Robo and the Globots |                 | 20 ottobre 1979   | 26 maggio 1980       |
| 06 | The Super Globetrotters vs. Tattoo Man           |                 | 27 ottobre 1979   | 28 maggio 1980       |
| 07 | The Super Globetrotters vs. Movie Man            |                 | 3 novembre 1979   | 30 maggio 1980       |
| 08 | The Super Globetrotters vs. The Phantom Cowboy   |                 | 10 novembre 1979  | 1º giugno 1980       |
| 09 | The Super Globetrotters vs. The Time Lord        |                 | 17 novembre 1979  | 3 giugno 1980        |
| 10 | The Super Globetrotters vs. Transylvania Terrors |                 | 24 novembre 1979  | 5 giugno 1980        |
| 11 | The Super Globetrotters vs. Bull Moose           |                 | 1º dicembre 1979  | 7 giugno 1980        |
| 12 | The Super Globetrotters vs. Merlo the Magician   |                 | 8 dicembre 1979   | 9 giugno 1980        |
| 13 | The Super Globetrotters vs. Attila the Hun       |                 | 15 dicembre 1979  | 11 giugno 1980       |